# Olympia (Washington)
Olympia è un comune (city) degli Stati Uniti d'America e capoluogo della contea di Thurston, ed è la capitale dello Stato di Washington. La popolazione era di 52 555 persone al censimento del 2018. Gli abitanti di Olympia vengono chiamati Olympian. La città confina con Lacey a est e Tumwater a sud. Olympia è un importante centro culturale della regione dello stretto di Puget. Olympia si trova 60 miglia (100 km) a sud-ovest di Seattle, la più grande città dello Stato di Washington, e rientra nei confini dell'area statistica combinata di Seattle.

## Geografia fisica
Secondo lo United States Census Bureau, la città ha una superficie totale di 48 km², dei quali 43,3 km² di territorio e 4,7 km² di acque interne (il 9,77% del totale). La città di Olympia è situata sul margine meridionale dello stretto di Puget, sull'insenatura di Budd. L'estuario del fiume Deschutes fu chiuso da una diga nel 1951 per creare il lago Capitol.

## Storia
Il sito di Olympia è stato per migliaia di anni sede di popoli di lingua Lushootseed, tra i quali le tribù Squaxin, Nisqually, Puyallup, Chehalis, Suquamish e Duwamish. Questi popoli hanno sempre vissuto soprattutto di pesca dei salmoni, che entrano nello stretto di Puget per risalire i corsi d'acqua e andare a deporre le uova, e di raccolta dei molluschi e dei crostacei che popolano le zone di marea.
Intorno al 1830 la Compagnia della Baia di Hudson costruì una stazione commerciale nelle vicinanze del Sequalitchew Creek (l'attuale città di Dupont). Intorno al 1840 i missionari cattolici costruirono una missione e una scuola a Priest Point nei pressi del sito dell'odierna Olympia per la conversione degli indigeni. Negli stessi anni iniziarono ad arrivare i coloni statunitensi, attratti dal potenziale idroelettrico delle cascate Tumwater Falls e costruirono un insediamento al quale dettero il nome di New Market (l'attuale città di Tumwater), il primo insediamento moderno a nord del fiume Columbia.
Il terreno sul quale fu poi costruito il centro cittadino di Olympia, fu acquisito da Edmund Sylvester e Levi Smith, ma Sylvester morì nel 1848 lasciando Levi Smith unico proprietario del terreno sul quale costruì la città di Olympia. Finché i viaggi via mare rimasero più facili da affrontare rispetto a quelli via terra, la posizione di Olympia sulla principale rotta nord-sud della regione ne fece il centro di commercio principale della zona. Olympia fu anche il capolinea settentrionale del Cowlitz Portage, la via di terra tra il fiume Cowlitz e lo stretto di Puget.
Una campagna d'opinione promossa dai coloni portò il Congresso a costituire il Territorio del Washington, separandolo dall'Oregon; il suo primo governatore fu Isaac I. Stevens. Arrivato a Olympia nel 1853 Stevens dichiarò la città capitale territoriale. Olympia fu incorporata il 28 gennaio 1859.
Nel 1873 la ferrovia della Northern Pacific Railway oltrepassò Olympia scegliendo Tacoma come suo capolinea sulla costa occidentale. Colpiti da quello che considerarono un affronto, gli abitanti di Olympia costruirono da soli un proprio troncone ferroviario per connettersi alla linea principale, nella località di Tenino. Il troncone fu terminato nel 1878 e fino al 1891 fu l'unica linea ferroviaria di Olympia.
Quando il Washington ottenne l'elevazione a Stato nel 1889, Olympia continuò a esserne la capitale. La costruzione dell'attuale Campidoglio statale iniziò nel 1912 e terminò nel 1928.
A parte il suo ruolo come sede del governo statale, Olympia fu una tipica città del nordovest della costa del Pacifico. All'inizio l'economia si basò principalmente su boscaioli e ostricari, poi all'inizio del XX secolo si aggiunsero le segherie, l'industria conserviera e altre attività industriali. Olympia costituì anche il centro di imbarco delle merci prodotte dalla regione circostante, come arenaria, carbone e prodotti agricoli.
Dopo la prima guerra mondiale gli immigrati dalla Scandinavia fondarono due cooperative per la fabbricazione del legno compensato. Un altro impulso all'economia venne durante la prima e la seconda guerra mondiale dall'industria di guerra e dalla cantieristica navale che attrasse nella zona un gran numero di lavoratori.
Nel 1949 un forte terremoto danneggiò irreparabilmente molti edifici storici di Olympia e dovettero perciò essere abbattuti, mentre altri persero la facciata ottocentesca di legno e vetro; di conseguenza il centro cittadino ha lo stile architettonico anni cinquanta. Nel 2001 Olympia fu colpita da un altro forte terremoto (chiamato Nisqually earthquake), di magnitudo 6,8 e con epicentro molto vicino alla città, circa 15 miglia a nordest. Ancora una volta furono danneggiati soprattutto gli edifici più vecchi, ma anche qualche strada.
Negli anni settanta la crisi industriale investì anche la città di Olympia, mentre i negozianti del centro cittadino si trovarono in forte competizione con i nuovi centri commerciali, quando i vecchi grandi magazzini che una volta si trovavano in centro traslocarono in periferia.
Nel 1967 il Congresso dello Stato approvò la creazione dell'Evergreen State College vicino a Olympia, soprattutto grazie agli sforzi del governatore repubblicano Daniel J. Evans, che ne fu il primo presidente fino al 1983, quando divenne senatore degli Stati Uniti. La presenza del college fece di Olympia un punto d'aggregazione per artisti e musicisti, specialmente del genere punk.
Olympia ospita annualmente la maggior celebrazione della Giornata della Terra in tutto lo Stato, la Processione delle Specie, una parata artistica cittadina. Olympia è nota anche per il suo mercato agricolo, il secondo più grande nel Washington, e per il Washington Center for the Performing Arts.

## Società

### Evoluzione demografica
Secondo il censimento del 2018 gli abitanti erano 52 555.

### Etnie e minoranze straniere
Secondo il censimento del 2010 la composizione etnica della città era formata dall'83,7% di bianchi, il 2,0% di afroamericani, l'1,1% di nativi americani, il 6,0% di asiatici, lo 0,4% di oceaniani, l'1,8% di altre etnie, e il 5,0% di due o più etnie. Ispanici o latinos di qualunque razza erano il 6,3% della popolazione.

## Amministrazione

### Gemellaggi
- Katō
- Nanchang, dal 2010